# Saab JAS 39 Gripen
Saab JAS 39 "Gripen" (Griffin hay "Gryphon") là một loại máy bay chiến đấu hạng nhẹ do công ty hàng không Saab Thụy Điển phối hợp với Ericson (hệ thống điện tử) và Volvo (động cơ) chế tạo. Loại máy bay này đã phục vụ trong Không quân Thụy Điển, Không quân Cộng hòa Czech và Không quân Hungary, và đã được Không quân Nam Phi, Không quân Thái Lan đặt hàng. Tháng 4 năm 2007, Na Uy đã ký một thoả thuận về một chương trình phát triển chung loại máy bay này.
Gripen International là tổ chức đại diện chính và chịu trách nhiệm marketing, bán hàng và hỗ trợ máy bay Gripen trên khắp thế giới.

## Phát triển

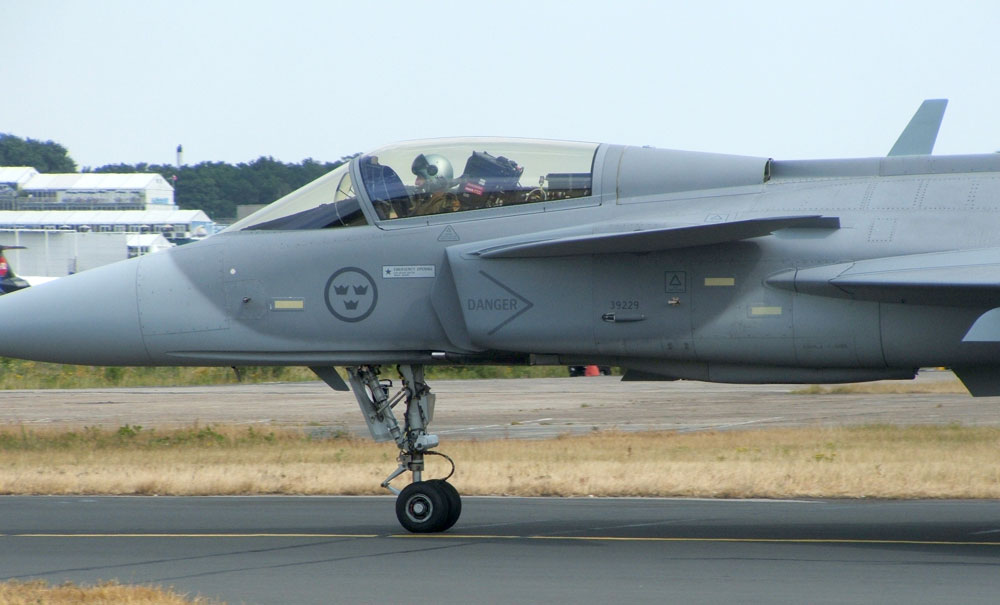
Cận cảnh JAS 39 Gripen, Triển lãm hàng không Quốc tế Farnborough 2006

Gripen được thiết kế để trở thành loại máy bay chiến đấu có khả năng thao diễn thấp linh động, hiệu quả và khả năng tồn tại cao. Tên định danh JAS là viết tắt của Jakt (Không đối không), Air-to-surface (Không đối đất), và Spaning (Trinh sát), thể hiện rằng Gripen là một máy bay đa nhiệm vụ có thể đảm nhận các loại phi vụ. Gripen được đặt tên sau một cuộc thi công khai năm 1982. Con sư tử đầu chim là huy hiệu trên logo của Saab và thích hợp với các đặc tính đa nhiệm vụ của chiếc máy bay này. Hơn nữa, sư tử đầu chim là con vật biểu tượng của Södermanland, một tỉnh cận kề nơi đóng trụ sở chính của Saab AB (Linköping, Östergötland).
Thụy Điển đã lựa chọn phát triển Gripen thay vì mua một biến thể của F-16, F/A-18A/B, hay phiên bản "F-5S" của loại Northrop F-20 Tigershark.

## Thiết kế
Khi thiết kế chiếc máy bay, nhiều mô hình đã được nghiên cứu. Cuối cùng Saab lựa chọn một thiết kế cánh mũi không ổn định. Kiểu bố trí cánh mũi mang lại tỷ lệ "pitch" tấn công lớn, lực cản thấp cho phép máy bay bay nhanh hơn, tầm hoạt động rộng hơn và mang trọng tải lớn hơn.
Sự kết hợp cánh tam giác và cánh mũi khiến JAS 39 Gripen rõ ràng có các đặc tính bay và khả năng cất cánh, hạ cánh tốt hơn. Các hệ thống điện tử hàng không tích hợp biến nó trở thành một chiếc máy bay "lập trình được". Gripen cũng có một thiết bị tác chiến điện tử lắp đặt sẵn, khiến nó có thể mang theo nhiều vũ khí ở thân ngoài hơn mà không mất đi các khả năng tự vệ.
JAS 39 Gripen có khả năng linh hoạt cao hơn máy bay chiến đấu thuộc các thế hệ trước của Thụy Điển, và các chi phí hoạt động của nó khoảng bằng 2/3 chi phí của chiếc JA 37 Viggen.
Các đặc điểm kỹ thuật của chiếc Gripen đòi hỏi hoạt động từ các đường băng dài 800m trở lên. Giai đoạn đầu của chương trình, tất cả các chuyến bay xuất phát từ cơ sở của Saab tại Linköping đều cất cánh từ một đường băng được sơn vạch 9 m × 800 m bên ngoài đường chạy. Khoảng cách dừng được giảm xuống bằng cách mở rộng phanh không khí vốn đã khá lớn; sử dụng việc kiểm soát các bề mặt nhằm ép máy bay xuống đường băng giúp phanh bánh có thêm lực và ép nghiêng cánh mũi ra phía trước, biến chúng thành những phanh không khí lớn đẩy máy bay ép thêm xuống mặt đất.
Một đặc tính đáng chú ý là khả năng hạ cánh trên đường cao tốc của Gripen. Khi đã ở dưới mặt đất, nó có thể được tái nạp nhiên liệu và vũ khí trong 10 phút bởi 5 kỹ thuật viên cơ động trên một chiếc xe tải, sau đó cất cánh trở lại tiếp tục thực hiện nhiệm vụ.

## Lịch sử hoạt động
Gripen hiện đang hoạt động trong Không quân Thụy Điển, vốn đã đặt hàng 204 chiếc (gồm 28 chiếc 2 chỗ ngồi). Không quân Czech và Không quân Hungary cũng đã sử dụng Gripen, và hiện mỗi bên thuê 14 chiếc của Không quân Thụy Điển, với tùy chọn mua lại chúng. Trong cả hai trường hợp, 2 chiếc trong số máy bay sẽ là kiểu 2 chỗ ngồi. Không quân Czech và Hungary là bên sử dụng đầu tiên loại Gripen trong NATO. Gripen cũng đã được Không quân Nam Phi đặt hàng (28 chiếc, gồm 9 chiếc 2 chỗ ngồi). Không quân Thái Lan đặt mua 6 chiếc. Trường Sát hạch Phi công Đế chế (ETPS) đóng trụ sở tại Anh Quốc sử dụng Gripen làm loại máy bay thử nghiệm cao cấp cho các phi công của họ trên khắp thế giới.

### Sự tham gia của BAE Systems
Năm 1995, Saab Military Aircraft và British Aerospace (hiện là BAE Systems) đã hình thành công ty liên doanh Saab-BAe Gripen AB, với mục tiêu chuyển đổi, chế tạo, tiếp thị và hỗ trợ cho Gripen trên phạm vi quốc tế. Thỏa thuận này nhằm lợi dụng kinh nghiệm ưu thế tiếp thị toàn cầu của BAe. BAe đã thiết kế và chế tạo một loại cánh cải tiến, và sản xuất tới 45% khung loại máy bay xuất khẩu. BAE hiện coi Gripen là một cơ sở chế tạo phụ cho loại máy bay hiện nay của họ, lắp ráp loại máy bay tấn công/huấn luyện hạng nhẹ Hawk và các máy bay chiến đấu lớn hơn Tornado và Typhoon. Sự hợp tác này đã được kéo dài tới năm 2001 với việc thành lập Gripen International cho cùng mục đích.
Tháng 12 năm 2004, SAAB và BAE đồng ý rằng từ tháng 1 năm 2005 SAAB sẽ chịu hoàn toàn trách nhiệm việc tiếp thị Gripen với khả năng tiếp thị xuất khẩu toàn cầu của SAAB.

### Sự tham gia của Thales
Tháng 6 năm 2007, Thales Norway A/S và Saab đã ký một hợp đồng liên quan tới việc phát triển các hệ thống liên lạc cho máy bay chiến đấu Gripen. Hợp đồng cho công ty Na Uy này là hợp đồng đầu tiên được trao theo Thư thỏa thuận được ký bởi Bộ quốc phòng Na Uy và Gripen International ngày 26 tháng 4 năm 2007.

### Khách hàng tiềm năng
Không quân Croatia đã thông báo các kế hoạch nhằm thay thế những chiếc MiG-21 bis của họ, có lẽ bằng hoặc JAS 39 Gripen hoặc F-16 Falcon. Quyết định có lẽ sẽ được đưa ra năm 2008/2009.
Na Uy đã ký một thư thỏa thuận về việc hợp tác phát triển các phiên bản tương lai loại máy bay này. Giá trị của hợp đồng, có sự tham gia của các công ty Na Uy, khoảng 150 triệu Krone Na Uy trong vòng hai năm.
Không quân Pakistan cũng bày tỏ sự quan tâm tới loại máy bay này.
Không quân Rumani đã thông báo họ sẽ thay thế loại máy bay MiG-21 đã cũ của mình vào năm 2008, có lẽ bằng JAS 39 Gripen hay Eurofighter Typhoon.
Ấn Độ đã bày tỏ quan tâm tới việc đánh giá Gripen cho gói thầu 126 chiếc Máy bay Chiến đấu Đa nhiệm (Xem Cuộc cạnh tranh cung cấp Máy bay Chiến đấu Đa nhiệm cho Ấn Độ). Các quốc gia khác cũng quan tâm tới Gripen gồm Đan Mạch, Na Uy, Slovakia, Chile, Brasil, cùng một số nước khác. Các khách hàng xuất khẩu tiềm năng gồm Bulgaria, Croatia, Estonia, Hy Lạp, Hungary, Latvia, Litva, Philippines, Rumani, Thụy Sĩ, Thái Lan và các nước khác.

## Biến thể

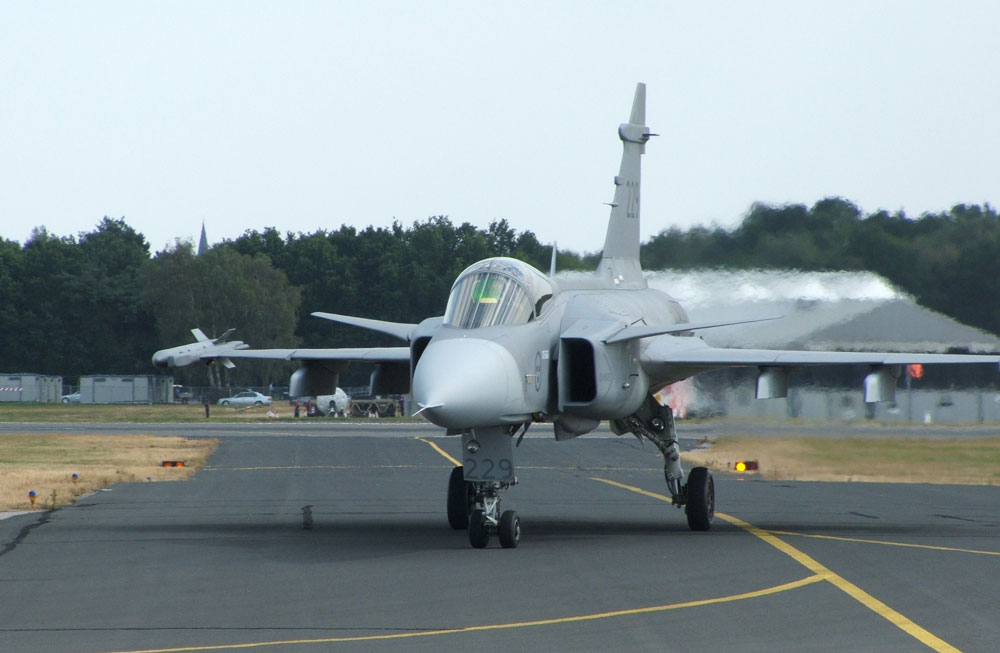
JAS 39 Gripen chạy trên đường băng sau khi trình diễn, Farnborough 2006

JAS 39APhiên bản máy bay chiến đấu lần đầu tiên đi vào sử dụng năm 1996. 31 chiếc trong số đó đã được cải tiến theo tiêu chuẩn C/D.
JAS 39BPhiên bản 2 chỗ ngồi của biến thể A.
JAS 39CPhiên bản tương thích với NATO của Gripen với khả năng sử dụng vũ khí, điện tử,... được nâng cấp.
JAS 39DPhiên bản 2 chỗ ngồi của biến thể C.
JAS 39E/FCác phiên ban được lập kế hoạch cho năm 2010 và sau đó. Sẽ có dung tích bình chứa nhiên liệu lớn hơn, các hệ thống điện tử hiện đại và một số cải tiến khác.

## Bên sử dụng

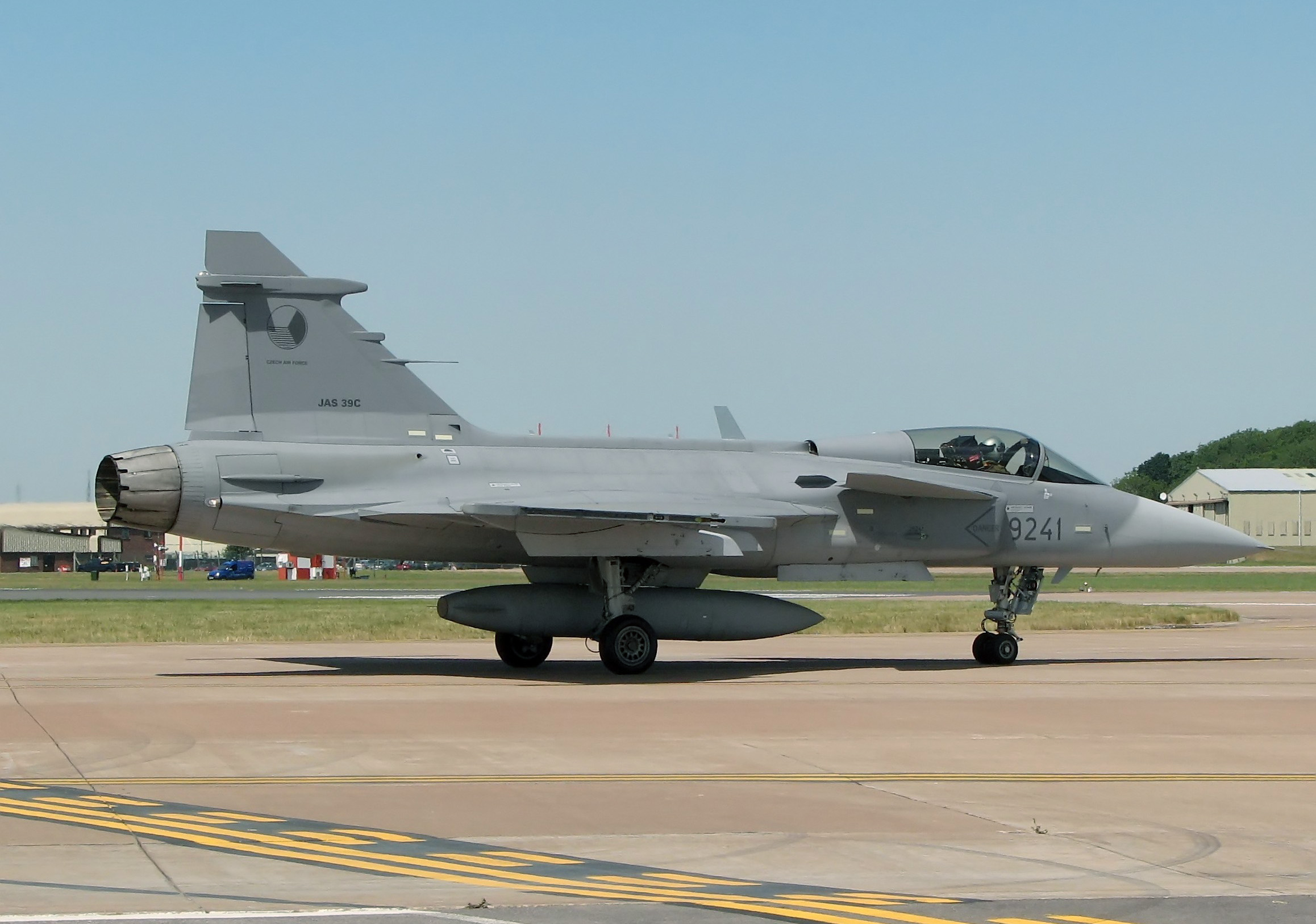
Saab JAS 39C Gripen của Không quân Czech

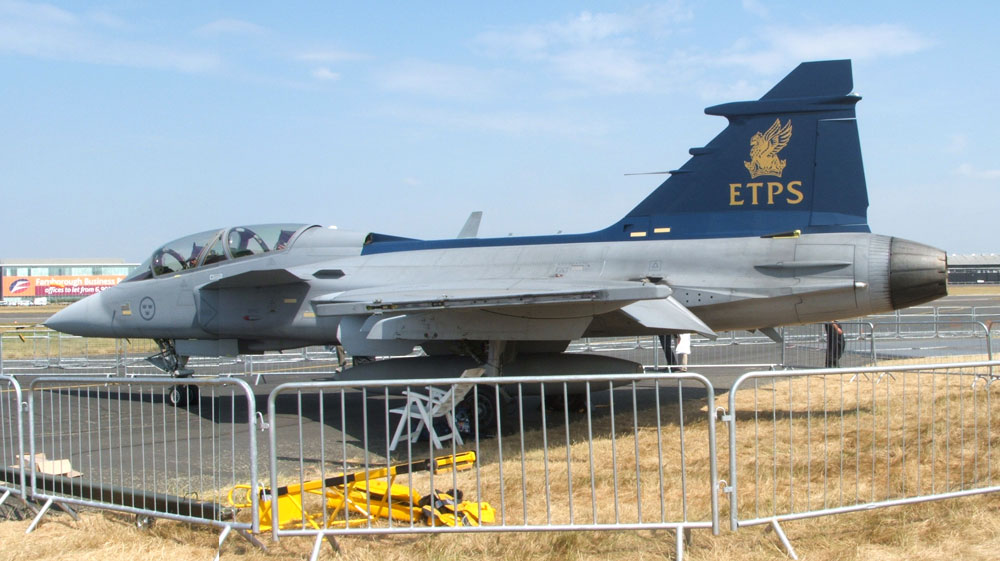
JAS 39 Gripen của Trường Sát hạch Phi công Đế chế, Farnborough 2006

Cộng hòa SécKhông quân Séc: 14 chiếc Gripen thuê.
 HungaryKhông quân Hungary: 14 chiếc Gripen thuê.
 Nam PhiKhông quân Nam Phi: đã đặt hàng 28 chiếc, gồm 9 chiếc 2 chỗ ngồi.
 Thụy ĐiểnKhông quân Thụy Điển: đã đặt hàng 204 chiếc (138 đang hoạt động), gồm 28 chiếc 2 chỗ ngồi.
 Anh QuốcTrường Sát hạch Phi công đế chế
 Thái Lan12 chiếc JAS-39 Gripen, gồm 8 chiếc JAS 39C và 4 chiếc  JAS 39D

## Vụ việc
Năm chiếc Gripen đã lao xuống đất, hai trong số đó trước khi được chuyển giao cho Không quân Thụy Điển.

## Đặc điểm kỹ thuật (JAS 39 Gripen)

### Đặc điểm chung
- Phi đội: 1–2
- Chiều dài: 14.1 m (46 ft 3 in)
- Sải cánh: 8.4 m (27 ft 7 in)
- Chiều cao: 4.5 m (14 ft 9 in)
- Diện tích cánh: 25.54 m (274.9 ft)
- Trọng lượng rỗng: 6.620 kg (14.600 lb)
- Trọng lượng chất tải: 8.720 kg (19.200 lb)
- Trọng lượng cất cánh tối đa: 14.000 kg (31.000 lb)
- Động cơ: 1 động cơ phản lực cánh quạt đẩy Volvo Aero RM12 (GE F404) có buồng đốt lần hai, 54 kN khô, 80 kN có sử dụng buồng đốt lần hai (12.000 lbf/18.100 lbf)

### Đặc điểm bay
- Tốc độ tối đa: Mach 2
- Tầm hoạt động: Bán kính chiến đấu 800 km, (500 miles), (430 nm).
- Trần bay: 15.000 m (50.000 ft)
- Tốc độ lên:
- Chất tải cánh: 341 kg/m² (70,3 lb/ft²)
- Lực đẩy/Trọng lượng: 0.94

### Trang bị vũ khí
- 1 × 27 mm pháo Mauser BK-27
- 6 × AIM-9 Sidewinder (tên định danh Thụy Điển Rb-74) hay IRIS-T (tên định danh Thụy Điển Rb-98)
- 4 × AIM-120 AMRAAM (tên định danh Thụy Điển Rb-99), BAe Skyflash (tên định danh Thụy Điển Rb-71 Skyflash), MICA hay Meteor
- AGM-65 Maverick (tên định danh Thụy Điển Rb-75), KEPD 350, hay nhiều loại bom điều khiển laser, mấu rocket.
- Tên lửa chống tàu RBS-15 Mark 2
- Bom chùm Bombkapsel 90

## Chủ đề liên quan
- Máy bay có tính năng tương tự:
  - Eurofighter Typhoon
  - Dassault Rafale
  - F-35 Lightning II
  - Dassault Mirage 2000
  - F-16 Fighting Falcon
  - FMA SAIA 90
  - Novi Avion
- Danh sách tiếp nối:
  - 32 - 35 - 37 - 39
- Danh sách liên quan:
  - Danh sách máy bay chiến đấu
  - Danh sách máy bay quân sự Thuỵ Điển
- Xem thêm:
  - Máy bay chiến đấu thế hệ thứ 4
  - Không quân Thuỵ Điển